# Eochaid al Scoției
Ecohaid mac Run (n. secolul al IX-lea d.Hr. – d. 889 d.Hr.), cunoscut și ca Eochaid, este posibil să fi fost regele Picților din 878 până în 889. El a fost fiul lui Run, regele Strathclyde, și mama sa e posibil să fi fost o fiica de-a lui Kenneth MacAlpin. Regalitatea lui este portretizată ca o formă de guvernare comună cu Giric.
Dovezile domniei lui Eochaid ca rege al Picților se bazează pe Cronica Regilor din Alba, unde e scris:
Eochodius, fiul lui Run, regele Bretonilor, nepotul lui Kenneth din partea fiicei sale, a domnit timp de 11 ani, deși alții spun că Giric a mai domnit la această vreme, pentru că el a devenit tatăl vitreg și tutorele lui Eochaid.
Unele variante din Cronica Regilor de Alba nu-l includ ca rege pe Eochaid. Duan Albanach i-a omis atât pe Giric cât și pe Eochaid, sărind de la Aedh direct la Donald al II-lea, fiul lui Constantin I. Duan a omis, de asemenea, regii anteriori, cum ar fi Selbach mac Ferchair, deși dacă aceste omiteri sunt accidentale sau nu este necunoscut. David Dumville sugerează că înregistrarea supraviețuitoare poate fi coruptă.